# والدویک (نیوجرسی)
والدویک (به انگلیسی: Waldwick) شهری در ایالت نیوجرسی کشور ایالات متحده آمریکا است که جمعیت آن در سرشماری سال ۲۰۱۰ میلادی، ۹٬۶۲۵ نفر بوده‌است.